# São Brás de Alportel
São Brás de Alportel és un municipi portuguès al districte de Faro (subregió de l'Algarve, regió d'Algarve). L'any 2004 tenia 11.205 habitants. Limita al nord i est amb Tavira, al sud-est amb Olhão, al sud amb Faro i a l'oest amb Loulé.

## Població

Mapa de São Brás de Alportel

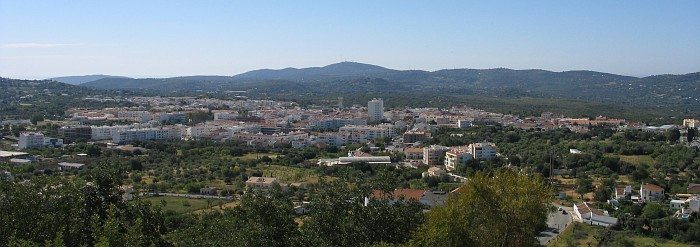
Panoràmica de São Brás de Alportel

| 1920  | 1930  | 1960 | 1981 | 1991 | 2001  | 2004  |
| 11399 | 10291 | 9058 | 7506 | 7526 | 10032 | 11205 |